# لایحه عفاف و حجاب

تصویرسازی از یک حجاب‌بان

لایحه عفاف و حجاب با نام کامل لایحه حمایت از خانواده از طریق ترویج فرهنگ عفاف و حجاب، یکی از طرح‌های عفاف و حجاب برای قرار دادن حجاب در ایران است. این لایحه پس از تعطیلی گشت ارشاد و در بحبوحه جنبش زن، زندگی، آزادی توسط قوه قضاییه ایران تنظیم و دولت سید ابراهیم رئیسی آن را به مجلس شورای اسلامی ارسال کرد.
ارسال این لایحه به مجلس شورای اسلامی در شرایطی صورت گرفت که گزارش‌ها از شهرهای کوچک و بزرگ ایران، حاکی از حضور پرتعداد زنان بدون حجاب در اماکن عمومی و مناطق پرتردد شهری است. منتفی شدن برخوردهای فیزیکی با زنان بی‌حجاب از سوی افراد موسوم به «آمران به معروف و ناهیان از منکر» در این لایحه، تغییری در زمینه برخورد با بی‌حجابی در ایران است.

## طرح
در متن این لایحه از عدم رعایت حجاب اجباری با عنوان «برهنگی» نام برده شده‌است.
مجازات بی‌حجابی در این لایحه ابتدا متمرکز بر استفاده از فناوری‌های نوین اطلاعاتی به‌صورت هوشمند است و در نهایت برخورد سخت را پیش‌بینی کرده‌است. علاوه بر این، دامنهٔ مجازات برای جرائم جدید گسترش پیدا خواهد کرد و برای نخستین بار مسئولان واحدهای خدماتی، تفریحی و رفاهی چون رستوران، مراکز خرید، پاساژها، سینماها، سالن‌های ورزشی، گالری‌های هنری، مغازه‌ها را در تحمل کیفر بی‌حجابی یا بدحجابی مشتری‌ها و دریافت‌کنندگان خدمات شریک می‌کند.
در این لایحه برای چهره‌های سرشناس فرهنگی، ورزشی و سیاسی که با حجاب اجباری مخالفت کنند، جریمه‌هایی مانند محرومیت از فعالیت حرفه‌ای و فعالیت در فضای مجازی تعیین شده‌است.

## روند بررسی
این لایحه توسط قوه قضاییه ایران تهیه و در ۹ اردیبهشت ۱۴۰۲ به دولت سید ابراهیم رئیسی ارسال شد. هیئت دولت نیز در ۲۷ اردیبهشت آن را تصویب و به مجلس شورای اسلامی فرستاد. نسخهٔ نهایی این لایحه پنجشنبه ۱۸ خرداد توسط مجلس شورای اسلامی منتشر شد.
در نشست علنی سه‌شنبه ۲۳ خرداد مجلس یازدهم، این مجلس با بررسی لایحه حمایت از فرهنگ حجاب و عفاف به صورت یک فوریت با ۱۸۵ رأی موافق، ۳۰ رأی مخالف و ۷ رأی ممتنع از مجموع ۲۲۷ نماینده حاضر در جلسه موافقت کرد. نمایندگان بررسی دو فوریت لایحه را با ۱۳۳ رأی موافق، ۷۳ رأی مخالف و ۱۱ رأی ممتنع از مجموع ۲۲۴ نماینده حاضر در جلسه رد کردند.
کلیات لایحه ۲۸ خرداد در کمیسیون قضایی و حقوقی مجلس شورای اسلامی به تصویب رسید و متن آن ۶ مرداد منتشر شد. در اصلاحات و تغییرات پیشنهادی کمیسیون قضایی مجلس، مجازات عدم رعایت قوانین جمهوری اسلامی در قبال حجاب و مقاومت در برابر مجریان قانون را نسبت به متن اولیه قوه قضائیه تشدید شد.
یکشنبه ۲۲ مرداد ۱۴۰۲، نمایندگان مجلس شورای اسلامی بررسی این لایحه را با استناد به اصل ۸۵ قانون اساسی از صحن علنی مجلس خارج و به گروهی از نمایندگان سپردند. از ۲۳۸ نماینده مجلس، ۱۷۵ نفر موافق، ۴۹ نفر مخالف و پنج نفر هم ممتنع رای دادند. نمایندگان مجلس شورای اسلامی، چهارشنبه ۲۹ شهریور ۱۴۰۲ و تنها چند روز بعد از سالگرد کشته‌شدن مهسا امینی، با اجرای آزمایشی ۳ ساله این لایحه موافقت کردند. این لایحه با ۱۵۲ رأی موافق، ۳۴ رأی مخالف و ۷ رأی ممتنع به تصویب رسید.
هادی طحان نظیف، سخنگوی شورای نگهبان، ۲ آبان ۱۴۰۲ اعلام کرد این لایحه به‌دلیل وجود «ابهامات» به مجلس بازگردانده شده است. پیش از این مجمع تشخیص مصلحت نظام هم مواردی از این لایحه را مغایر با «سیاست‌های کلی نظام قانون‌گذاری» دانسته بود. در ۰۴ آذر ۱۴۰۲، سخنگوی شورای نگهبان از جزئیات ایرادهای این شورا به لایحه پرده برداشت. ایرادهای قانونی به این لایحه دست‌کم شامل ۱۴۰ مورد می‌شد. ۴ دی ۱۴۰۳، شورای نگهبان اعلام کرد این لایحه را بار دیگر به مجلس شورای اسلامی بازگردانده است. به نوشته خبرگزاری خبرآنلاین، از نکات مهم در ایرادات شورای نگهبان از این لایحه، وجود «۲۳ مورد غلط املایی» بوده است.
محمد باقر قالیباف، رئیس مجلس شورای اسلامی، در جلسه علنی ۸ بهمن ۱۴۰۳ گفت بروز تأخیر در نهایی شدن این لایحه به دو دلیل تأخیر کمیسیون قضایی مجلس و تأخیر دولت سید ابراهیم رئیسی در قبول بار مالی آن است. در نهایت سید ابراهیم رئیسی، رئیس‌جمهور اسلامی ایران، بار مالی و افزایش هزینه‌های ناشی از اجرای این لایحه برای دولت را پذیرفت و آن را امضا کرد.
در مهر ۱۴۰۳، شورای نگهبان این لایحهٔ را تأیید کرد و در اختیار مجلس شورای اسلامی قرار داد. پس از آنکه مسعود پزشکیان، رئیس‌جمهور وقت، در ۱۲ آذر ۱۴۰۳ در یک گفت‌وگوی زنده تلویزیونی با انتقاد از این قانون گفت اجرای آن امکان‌پذیر نیست؛ محمدباقر قالیباف، رئیس مجلس، اعلام کرد این قانون در تاریخ ۲۳ آذر ابلاغ خواهد شود. در نهایت ابلاغ این قانون بر اساس تصمیم شورای عالی امنیت ملی، به تعویق افتاد.

## واکنش‌ها
لایحه عفاف و حجاب از سوی حامیان حکومتی حجاب اجباری چندان بازدارنده و محدودکننده توصیف نشده و مورد انتقاد شدید آنها قرار گرفته‌است. واکنش‌ها به این لایحه از طرف این افراد و گروه‌ها چنان منفی بوده که سخنگوی دولت، روز پنج‌شنبه، چهارم خرداد، ادعا کرد این لایحه که قوه قضاییه تهیه کرده‌است، در دولت «اصلاحاتی» داشته و متنی که در «فضای مجازی» منتشر شده «نادرست» است.
جمعه ۵ خرداد، سید محمدمهدی حسینی همدانی نماینده خامنه‌ای در استان البرز و امام جمعه کرج، دربارهٔ ناکافی بودن این لایحه سخنرانی و مخالفت‌ها با حجاب اجباری در ایران را به «فروریختن دیوار برلین» تشبیه کرد. همزمان احمد علم‌الهدی، امام جمعه مشهد آن را «لایحه صیانت از بی‌حجابی» خواند و از مجلس خواست لایحه ارائه شده از سوی قوه قضائیه و دولت را تصویب نکند.
انسیه خزعلی، معاونت امور زنان و خانواده رئیس‌جمهور ایران، در ۶ خرداد اعلام کرد دولت در لایحه عفاف و حجاب دخل و تصرفی نداشته‌است. در پی واکنش‌ها در فضای مجازی، خبرگزاری قوه قضاییه در همین روز تفاوت‌های لایحه‌های عفاف و حجاب دولت و قوه قضائیه را منتشر کرد. و در روز بعد محمدباقر قالیباف، رئیس مجلس شورای اسلامی، اعلام کرد این لایحه به مجلس ارائه نشده و هنوز در دولت است.
به گفته کارشناسان کمیساریای عالی حقوق بشر سازمان ملل متحد، جمهوری اسلامی با این طرح درصدد اعمال تبعیض سیستماتیک به قصد سرکوب زنان و دختران برای وادار کردن آنها به اطاعت محض از حکومت است. کمیته حقیقت‌یاب سازمان ملل در مورد سرکوب معترضان در ایران نیز در بیانیه خود هشدار داد که با تصویب این طرح، زنان و دختران در ایران بیش از پیش در معرض خشونت و آزار و بازداشت‌های خودسرانه قرار خواهند گرفت. عفو بین‌الملل در بیانیه‌ای تصویب این لایحه را «تجاوزی نفرت‌انگیز» به حقوق زنان و دختران در ایران دانست. سازمان ملل متحد، روز جمعه ۲۲ سپتامبر ۲۰۲۳ با انتشار بیانیه‌ای از جمهوری اسلامی ایران خواست تا لایحه «تحقیرآمیز و سرکوبگر» عفاف و حجاب را لغو کند.

### مخالفان
- در ۱۴ اسفند ۱۴۰۳، ۲۰۹ نفر از نمایندگان مجلس شورای اسلامی طی جلسه علنی با ارسال نامه‌ای به رئیس مجلس خواهان ابلاغ قانون عفاف و حجاب شدند.[۳۳] در پی این اتفاق، مسعود پزشکیان (رئیس جمهور ایران) در ۱۶ اسفند ۱۴۰۳ اظهار کرد: "قانون عفاف و حجاب را نمی‌توانم اجرا کنم. چون برای مردم مشکل ایجاد می‌کند. من در مقابل مردم نخواهم ایستاد.[۳۴]

- عبدالله جوادی آملی با قانون عفاف و حجاب مخالفت کرد و گفت: مسائلی مانند حجاب و امثال آن با با بگیر و ببند حل نمی‌شود، با ادب و عدل حل می شود.[۳۵]

- زهرا رهنورد، از رهبران جنبش سبز که همراه با همسرش میرحسین موسوی، بیش از ۱۳ سال است در حبس خانگی به سر می‌برد، در پیامی که ۲۳ خرداد منتشر شد، گفته‌است جمهوری اسلامی با لایحه حجاب و عفاف، با زنان ایران، «جنگ تن به تن» راه انداخته‌است. در این پیام که با به نام خدای رنگین کمان شروع شده، حکومت جمهوری اسلامی «بازنده» این جنگ معرفی شده‌است.[۳۶]

- روزنامه اعتماد روز پنج‌شنبه ۴ خرداد خبر داد که ستاد امر به معروف و نهی از منکر یکی از این منتقدان این لایحه است و قصد دارد متنی پیشنهادی را به شکل موازی با لایحه قوه قضاییه و دولت، به مجلس ارسال کند.[۲۳] در همین روز یک چهره رسانه‌ای اصولگرا خبر داد که سید محمدصالح هاشمی گلپایگانی دبیر این ستاد قصد دارد به نشانه اعتراض به این لایحه «استعفا» دهد.[۳۷] هاشمی گلپایگانی سه روز بعد برکنار و محمدحسین طاهری آکردی جایگزین او شد.[۳۸]